# Gotabaya Rajapaksa
Tenente-coronel Nandasena Gotabaya Rajapaksa (em cingalês:  ගෝඨාභය රාජපක්ෂ; Weeraketiya, 20 de junho de 1949) é um político, tecnocrata e oficial srilankês. Ele foi presidente do Sri Lanka, tendo conquistado a maioria dos votos nas eleições presidenciais de 2019, que ele contestou no partido "Podujana Peramuna do Sri Lanka", liderado por seu irmão, ex-presidente Mahinda Rajapaksa. Se demitiu em 14 de julho de 2022. Ele serviu como secretário do Ministério da Defesa e do Desenvolvimento Urbano de 2005 a 2015, sob a administração de seu irmão, liderando as Forças Armadas do Sri Lanka para a derrota militar dos tigres do Tamil, encerrando assim a Guerra Civil do país.

## Biografia
Nascido em uma família política de destaque no sul do Sri Lanka, Rajapaksa foi educado no Ananda College, Colombo e ingressou no Exército do Ceilão em abril de 1971. Após o treinamento básico no Centro de Treinamento do Exército, Diyatalawa, ele foi contratado como oficial e depois transferido para um regimento de infantaria. Ele viu o serviço ativo nos estágios iniciais da Guerra civil do Sri Lanka com o regimento da elite de Gajaba, participando de várias ofensivas importantes, como a Operação Vadamarachi, a Operação Strike Hard e a Operação Thrividha Balaya, além de operações de contra-insurgência durante a Insurreição de 1987–1989 no Sri Lanka. Ele se aposentou cedo do exército e se mudou para o campo da tecnologia da informação, antes de imigrar para os Estados Unidos. Ele voltou para seu país natal em 2005, para ajudar seu irmão em sua campanha presidencial e foi nomeado Secretário de Defesa na administração de seu irmão. Durante seu mandato, as Forças Armadas do Sri Lanka concluíram com sucesso a Guerra Civil do país derrotando os tigres do Tamil e matando seu líder Velupillai Prabhakaran. Ele foi alvo de uma tentativa de assassinato, em dezembro de 2006, por um homem-bomba dos tigres do Tamil. Após a guerra, Rajapaksa iniciou muitos projetos de desenvolvimento urbano. Ele renunciou ao cargo de secretário após a derrota de seu irmão nas eleições presidenciais de 2015. Em 2018, ele emergiu como um possível candidato às eleições presidenciais de 2019, que contestou com sucesso em uma plataforma pró-nacionalista, de desenvolvimento econômico e de segurança nacional.

## Protestos de 2022
Uma onda de protestos tomou conta da capital no dia 9 de julho de 2022, tendo milhares de manifestantes invadido a residência oficial para exigir a renúncia do presidente e do primeiro-ministro Ranil Wickremesinghe, que teve a casa incendiada. Ranil anunciou que deixaria o cargo, mas no final de sábado, Rajapksa também disse que renunciaria. “Não há necessidade de mais distúrbios e peço a todos que mantenham a paz”, disse o presidente do Parlamento Mahinda Yapa Abeywardena.
No domingo, dia 10, os manifestantes continuavam ocupando a casa presidencial. "Nossa luta não acabou. Nós não vamos desistir dessa luta até que ele realmente vá embora", disse um dos manifestantes.
No sábado, o presidente havia sido levado para um lugar seguro secreto, que se descobriu depois ser um um navio que o levaria para a base naval de Trincomalee.
No domingo, o Hospital Nacional Colombo informou que 105 pessoas haviam sido trazidas para atendimento no sábado e que 55 permaneceriam em tratamento no domingo, incluindo uma em estado "muito crítico" com um ferimento de bala.

### Motivação
Com o agravamento da escassez de combustível e a inflação descontrolada - problemas em parte causados pela pandemia de covid-19 e a guerra entre Rússia e Ucrânia, a ira do povo se voltou contra o presidente e sua família, os Rajapaksas, considerados responsáveis por praticamente levar à falência a nação. Nas semanas anteriores, o país havia chegado a um impasse virtual: sem moeda estrangeira para importar alimentos, combustível ou remédios, o que fez o governo pedir que os funcionários trabalhassem em casa solicitados. Fábricas também tiveram dificuldades para operar devido a falta de energia e falta de combustível e outras instituições, como escolas, tiveram que ser fechadas. além disso, as vendas de combustível e diesel para particulares haviam sido proibidas.

### Reações
O secretário de Estado dos EUA, Antony Blinken, disse no dia 10 que a restrição às exportações de grãos ucranianos e o consequente aumento dos preços "podem ter contribuído" para a turbulência econômica do Sri Lanka. Já União Europeia exortou "todas as partes a cooperarem e se concentrarem em uma transição pacífica, democrática e ordenada".